# Macropsis multiguttata
Macropsis multiguttata är en insektsart som beskrevs av Dlabola 1957. Macropsis multiguttata ingår i släktet Macropsis och familjen dvärgstritar. Inga underarter finns listade i Catalogue of Life.